# SWAT: Firefight
Série
SWAT : Unité d'élite
(2003) SWAT: Under Siege
(2017)
Pour plus de détails, voir Fiche technique et Distribution.
SWAT 2 ou SWAT 2 : La Fusillade au Québec  (SWAT: Firefight) est un film américain de Benny Boom sorti directement en vidéo le 1er mars 2011 aux États-Unis.
Il s'agit d'une suite au premier film SWAT : Unité d'élite, sorti en 2003.

## Synopsis
Le sergent Paul Cutler, instructeur au SWAT de Los Angeles, doit former et évaluer une équipe de SWAT à Détroit pour l'anti-terrorisme, mais au cours d'une intervention qui a mal tourné, Cutler va être confronté à un agent du gouvernement qui s'en prend à lui et à son équipe.

## Fiche technique
Sauf indication contraire, les informations mentionnées dans cette section peuvent être confirmées par la base de données cinématographiques IMDb,  présente dans la section « Liens externes ».
- Titre original : SWAT: Firefight
- Titre français : SWAT 2 ;  SWAT: Firefight (diffusion TV)
- Titre québécois : SWAT 2 : La Fusillade
- Réalisation : Benny Boom
- Scénario : Reed Steiner, d'après une histoire de Reed Steiner, Randy Walker, Michael Albanese et Ed Arneson
- Musique : John Paesano
- Décors : Bruton Jones
- Costumes : Francine Jamison-Tanchuck
- Photographie : Don Davis
- Son : Benjamin L. Cook, R. Russell Smith
- Montage : David Checel
- Production : Neal H. Moritz et Amanda Lewis
  - Production déléguée : Rui Costa Reis, Eliad Josephson et Scott Putman
  - Coproduction : Benny Boom, Jeni Mulein et Dyan Traynor
- Sociétés de production[1] : Original Film, avec la participation de Stage 6 Films et RCR Media Group
- Sociétés de distribution : Sony Pictures Entertainment
- Budget : 8 millions de $ (estimation)[2]
- Pays d'origine :  États-Unis
- Langue originale : anglais
- Format[3] : couleur - 1,78:1 (Widescreen) (16:9 - son Dolby Digital
- Genre : action, policier, thriller
- Durée : 89 minutes
- Dates de sortie[4] :
  - États-Unis : 1er mars 2011 (sortie directement en DVD)[5]
  - France : 23 mars 2011 (sortie directement en DVD et Blu-ray)[5]
- Classification[6] :
  - États-Unis : Interdit aux moins de 17 ans (certificat #46382) (R – Restricted) [Note 1].
  - France : Tous publics[5].

## Distribution
- Gabriel Macht (VF : Jean-Pierre Michaël) : Paul Cutler
- Kristanna Loken (VF : Vanina Pradier) : Rose Walker
- Robert Patrick (VF : Hervé Furic) : Walter Hatch
- Carly Pope (VF : Véronique Picciotto) : Kim Byers
- Nicholas Gonzalez (VF : Cédric Dumond) : Justin Kellogg
- Shannon Kane (VF : Armelle Gallaud) : Lori Barton
- Giancarlo Esposito (VF : Thierry Desroses) : l'inspecteur Hollander
- Micah A. Hauptman (VF : Jean-François Vlérick) : Richard Mundy
- Matt Bushell (VF : Ludovic Baugin) : Danny Stockton
- Gino Anthony Pesi (VF : Didier Cherbuy) : Wayne Wolport
- Lauren Mae Shafer : l'hôtesse de l'air
- Ele Bardha (VF : Marc Saez)  : l'agent Ellison
- Kevin Phillips (VF : Christophe Peyroux) : Kyle Watters